# Jean Tiberi
Jean Tiberi (París, 30 de enero de 1935-París, 27 de mayo de 2025) fue un magistrado y político francés, miembro de la UMP, alcalde de París entre 1995 y 2001.
Amigo de Jean-Edern Hallier, es miembro del Cercle InterHallier desde 2019.

## Carrera
Fue alcalde del distrito 5 de París desde marzo de 1983 hasta mayo de 1995, cuando asumió la alcaldía de París. Tras ejercer la alcaldía de París, fue elegido de nuevo alcalde del distrito 5 en 2001.
En 1998, un registro ordenado por la justicia en el apartamento de Jean y Xavière Tiberi, en la Place du Panthéon, reveló que poseían dos pistolas cuya autorización había expirado en 1991 y cinco cajas de municiones. No fueron procesados a cambio de la destrucción de las armas.
La prensa a veces se refiere a estas acciones como «costumbres corsas».
Junto con Jean-Pierre Soisson y Didier Julia, Tiberi fue uno de los miembros más longevos de la Asamblea Nacional, donde ejerció 10 mandatos y 44 años. No se presentó a la reelección en 2012.
Amigo de Jean-Edern Hallier, era miembro del Círculo InterHallier desde 2019.